# Achille Consoli
Achille Consoli (Catania, 23 settembre 1886 – Roma, 7 maggio 1948) è stato un direttore di coro, direttore d'orchestra e compositore italiano.

## Biografia
Nato a Catania da Vincenzo e da Giuseppa Denaro fu allievo del conservatorio di Palermo dove studiò composizione con G. Zuelli e A. Mistretta Favara, diplomandosi nel 1907 in violino con A. Scuderi.
Εsordì con buon esito al teatro Vittorio Emanuele di Messina come maestro sostituto, ma in seguito preferì presentarsi come direttore di coro, una attività che sentiva più congeniale e che svolse con scrupolo e competenza nei maggiori teatri italiani.
Nel 1915, all'entrata dell'Italia nella prima guerra mondiale, fu richiamato alle armi e avviato al fronte orientale. Catturato dal nemico fu internato nel campo di concentramento di Sigmundsherberg in Bassa Austria dove, con tenacia e talento, riuscì a mettere insieme un’orchestra sinfonica di settanta elementi con la quale recò conforto alle decine di migliaia di internati che, come lui, si trovavano in quel campo. Durante questo periodo si dedicò anche alla composizione di un poema sinfonico, e altri lavori per archi.
Il 1º aprile 1922 al Teatro Costanzi di Roma diresse il coro dell’opera lirica «Iris» di Pietro Mascagni per la prima volta rappresentata sotto la direzione del compositore. L’anno seguente, in quel medesimo teatro diresse il coro de «La Vestale» di Gaspare Spontini riscuotendo vivi applausi dal pubblico e aperti elogi sia dal direttore d’orchestra Edoardo Vitale che dalla critica, come testimonia un articolo di Alberto Gasco su “La Tribuna” del 28 dicembre 1923. E qui ancora, il 28 febbraio 1925, in occasione di una ripresa dell’oratorio «Mosè», il suo autore Lorenzo Perosi, che dirigeva l’orchestra, volle che il coro fosse preparato e diretto da Achille Consoli il quale contribuì al successo della rappresentazione. Il 28 marzo dello stesso anno diresse il coro nella prima romana de «I cavalieri di Ekebù» di Riccardo Zandonai, opera presentata poche settimane prima al Teatro alla Scala di Milano.
Dal 1º gennaio 1928 il Consoli, in collaborazione con i direttori d’orchestra Gino Marinuzzi e Gaetano Bavagnoli, venne nominato direttore artistico del Teatro Costanzi che frattanto era stato ridenominato Teatro Reale dell'Opera di Roma. Questo oneroso incarico lo costrinse per un lungo periodo ad abbandonare l'attività di direttore di coro. Vi ritornò nel 1939 quando, aderendo all’offerta del Teatro alla Scala di Milano che inaugurava la stagione operistica il 7 dicembre di quell'anno fu direttore del coro nel «Guglielmo Tell» di Gioachino Rossini, e lo fu anche in «Conchita» di Riccardo Zandonai, in «Linda di Chamounix» di Gaetano Donizetti e in altre ancora. Nel 1940 la sua collaborazione a «La donna senz'ombra» di Richard Strauss fu lodatissima. Il 1º febbraio 1941 la conduzione del coro in un non facile lavoro prevalentemente corale come «Gli Orazi» di Ennio Porrino, come pure l’esecuzione nel salone dell'«Angelicum» di Milano della «Missa Papae Marcelli di Pierluigi da Palestrina», l'11 giugno 1944, diedero ulteriori prove del suo talento musicale.
Fece infine ritorno al Teatro dell Opera di Roma, stavolta come direttore del coro, per le stagioni dal 1946 fino alla sua morte che lo colse a Roma il 7 maggio 1948.

### Annotazioni
1. ↑  “...le tante e crude insidie [della partitura] sono superate dal coro e merito cospicuo di ciò va dato all'ottimo istruttore Achille Consoli...”

### Fonti
1. 1 2 3 4 5 6 7 8 9 10   Alessandra Cruciani, alla voce Consoli Achille, su Dizionario Biografico degli italiani Treccani, 1º gennaio 1983. URL consultato il 31 gennaio 2023.
2. ↑   Carlo Gatti, Il teatro alla Scala nella storia e nell'arte, Ricordi, Milano, 1963,  p. 390.